# Ruben Schott
Ruben Schott (né le 8 juillet 1994 à Berlin) est un joueur allemand de volley-ball. Il mesure 1,92 m et joue réceptionneur-attaquant.

## Clubs
| Club                     | De        | À |
| ------------------------ | --------- | - |
| Berlin Recycling Volleys | 2013-2014 | … |

## Palmarès
- Championnat d'Allemagne (1)
  - Vainqueur : 2014, 2016, 2017
- Coupe d'Allemagne (1)
  - Vainqueur : 2016
- Coupe de la CEV (1)
  - Vainqueur : 2016